# Carlos Estrada
Carlos Enrique Estrada Mosquera (Tumaco, 1 de novembro de 1961) é um ex-futebolista profissional colombiano, que atuava como atacante.

## Carreira
Carlos Estrada fez parte do elenco da Seleção Colombiana de Futebol na Copa do Mundo de 1990.